# Spellbound (pel·lícula de 2002)
Spellbound és una pel·lícula documental estatunidenca de 2002 dirigida per Jeffrey Blitz.
La pel·lícula segueix vuit participants de la Scripps National Spelling Bee de 1999, una competició on nens i nenes han de lletrejar les paraules que ha triat el jurat.
Entre d'altres, Spellbound va estar nominada a l'Oscar al millor documental, premi que finalment va aconseguir Bowling for Columbine (de Michael Moore).
La pel·lícula reflecteix l'esperit competitiu de la cultura anglosaxona (amb tot el que comporta la preparació per l'esdeveniment: treball dur, pràctica, sacrifici, hàbits d'estudi, etc.), però també la idea de saber encaixar una derrota. El director capta també la personalitat dels participants al certamen; aquests van ser: Neil Kadakia, Angela Arenivar, Ted Brigham, April DeGideo, Harry Altman, Emily Stagg, Ashley White i Nupur Lala, la guanyadora.